# Bollestad, Kungälv
Bollestad är en ort i Kungälvs kommun, som avgränsas av Skårby i norr, länsväg 168 i väster och Grokareby i öster. Genom området sträcker sig Bohusbanan.
Namnet Bollestad är känt sedan 1354 och har antagligen fått sitt namn från en person som hette Bolle. Dialektalt kallas orten för "Bollstad" på sydbohuslänska, vilket också står på vägskyltarna som leder in i området.

## Historia
År 1573 tillhörde Bollestad Hartvig Bille som var kammarjunkare vid det danska hovet, men under 1600-talet delas fastigheten upp i tre olika gårdar:
- Stora Bollestad - 1 1/4 skattehemman
- Norra Bollestad - 1/4 skattehemman
- Västra Bollestad - 1/4 skattehemman från 1704. Var frälsehemman fram till 1683 då det blev kronohemman.

Bebyggelsen i Bollestad ligger klassiskt i gränsen mellan åker och impediment och på byns tidigare samfällda inägor finns idag fossil åkermark som är klassade som bevakningsobjekt för fornlämningar av Västra Götalandsregionen. Inga historiska kartor visar åkrar i det området så det är troligt att de är äldre än 1700-talet. Åkrarna brukades 1826 med treskifte. Delar av Västra Bollestads marker är idag del av Bollestads golfbana. Västra Bollestad och Bredsten är karterade tillsammans på tre kartor vilket kan tolkas som att de har starka kopplingar till varandra. Kartmaterialet visar att Västra Bollestad dock är strukturerat för att ha mer samröre med resten av Bollestad då det inte finns någon fägata eller vägar mot Bredsten. Kartan från 1730 visar att åkrarna på Västra Bollestad har kvar en äldre struktur med parcellerade åkertegar medan Bredsten har sina åkrar i stora sammanhängande fält. 

## Infrastruktur
Bohusbanan, som skär genom Bollestad i öster invigdes 1903 och elektrifierades 1950. Genom området löper en mindre väg som förbinder väg 168 med väg 574 på en bro över E6.
En ny väg med 80 km/h som högsta hastighet är planerad att byggas av Trafikverket för att förbinda Väg 168 med E6 och Kareby och därigenom avlasta centrala Ytterby från bilister som ska mot Marstrand. Det beslutades av Trafikverket i oktober 2023 att vägen ska gå norr om Bollestad, följa Skårbyvägen och korsa Bohusbanan på en bro mitt emellan Bollestad och Skårby. En del i projektet är också att skapa en ny trafikplats på E6.